# Паддок, Чарльз
Чарльз Паддок (англ. Charley Paddock; 11 августа 1900 — 21 июля 1943) — американский легкоатлет, который специализировался в беге на короткие дистанции. На Олимпийских играх 1920 года выиграл дистанцию 100 метров с результатом 10,8 с и стал победителем в составе эстафеты 4×100 метров с мировым рекордом; также выиграл серебряную медаль в беге на 200 метров, показав время 22,0 с.
23 апреля 1921 года на соревнованиях установил мировой рекорд на дистанции 100 метров — 10,40 с.

## Биография
Родился в городе Гейнсвилле, штат Техас, в семье Чарльза и Лулу Паддок. В юном возрасте вместе с семьёй переезжает в Пасадину, Калифорния. Заниматься лёгкой атлетикой начал во время учёбы в Университете Южной Калифорнии.
В 1920 году поступил на работу в печатное издание Pasadena Star-News, в котором стал вице-президентом. Чуть позже он женился на дочери президента печатного издания Pasadena Star-News Неве Приске Малаби. Также писал книги и статьи.
Служил в морской пехоте, капитан. Погиб в авиакатастрофе над городом Ситка во время службы.
В 1976 году включён в Зал славы лёгкой атлетики США.